# Acordo de Mesa Redonda Polonesa

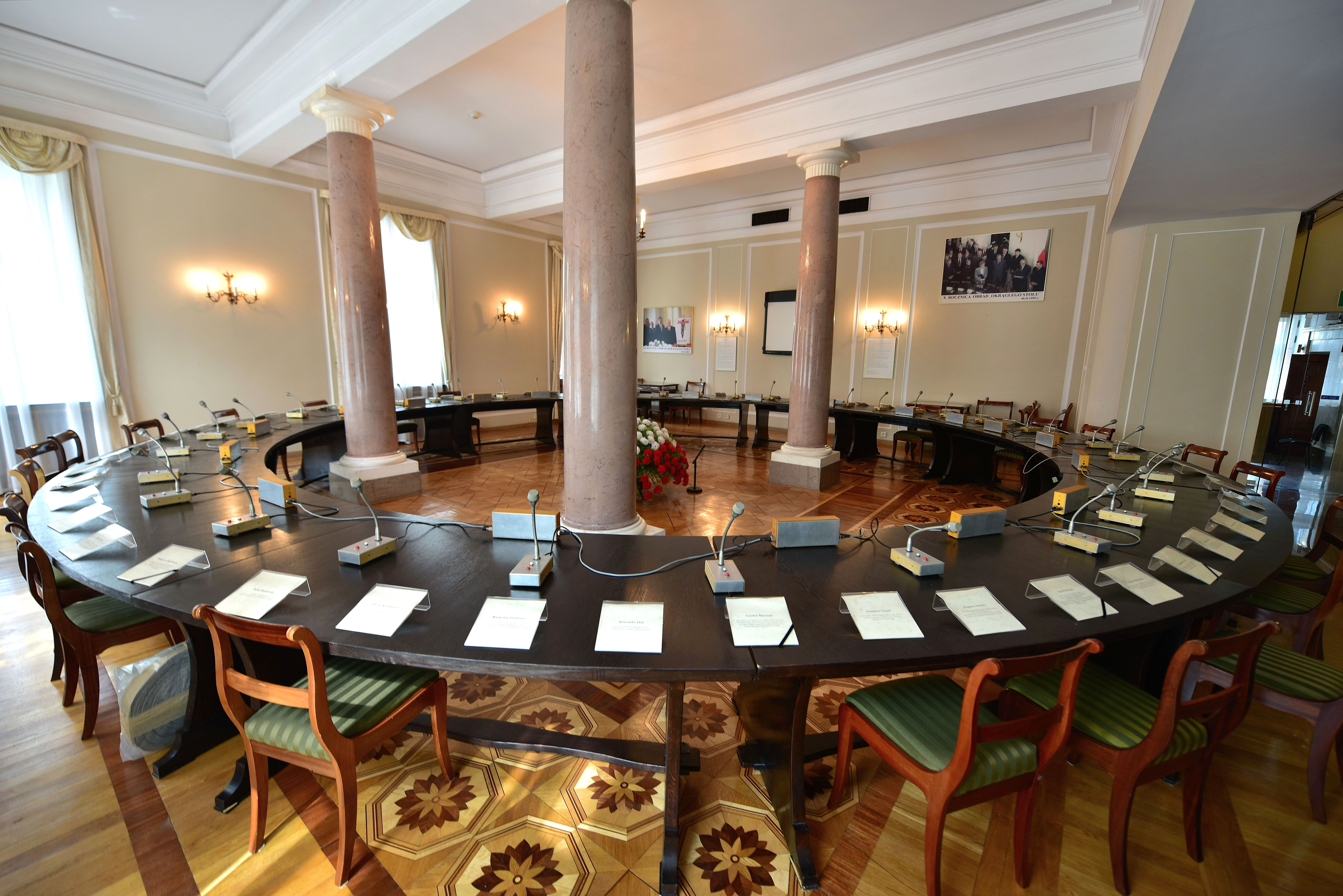
Mesa original exposta no Palácio Presidencial de Varsóvia

A Mesa Redonda Polonesa ocorreu em Varsóvia, na então República Popular da Polónia, de 6 de fevereiro a 5 de abril de 1989. O governo iniciou conversações com o sindicato banido Solidarność e outros grupos de oposição, numa tentativa de acalmar a crescente agitação social.

## História
Após as greves nas fábricas do início da década de 1980 e a subsequente formação do (então ainda clandestino) movimento Solidarność (Solidariedade) sob a liderança de Lech Wałęsa, a situação política na Polónia começou a relaxar um pouco. Apesar da tentativa do governo de reprimir o sindicalismo, o movimento ganhou demasiado impulso e tornou-se impossível adiar mais a mudança. Em agosto de 1988, as autoridades da República Popular Polaca iniciaram um diálogo com a oposição sob a influência de múltiplos factores internos e externos. Embora a principal razão tenham sido os abundantes protestos sociais, que duraram desde Maio de 1988 em diferentes regiões da Polónia, a crescente crise da economia polaca, a pressão da Igreja Católica Polaca para iniciar negociações com a oposição, o apoio dos estados ocidentais ao Solidarność, e a simultânea as transformações internas da URSS provocadas pela política da perestroika de Gorbaczev, decidiram finalmente iniciar as conversações. Também as mudanças na atitude tanto do partido no poder como da oposição foram vitais para o processo; as autoridades contemporâneas sabiam que precisavam de permissão social para conduzir as reformas económicas necessárias, e por essa razão queriam partilhar a responsabilidade política com o Solidarność, enquanto a oposição priorizou a necessidade de reorganizar a vida pública em detrimento da continuação da resistência ao PZPR .
Em setembro de 1988, quando uma onda de greves estava a chegar ao fim, foi realizada uma reunião secreta que incluiu Lech Wałęsa e o Ministro do Interior Czesław Kiszczak. Concordaram em realizar as chamadas "Mesa Redonda" num futuro próximo para planear o curso de acção a ser empreendido no país. As negociações da Mesa Redonda começaram em 6 de fevereiro de 1989 às 14h23 CET. Incluíam a facção da oposição solidária e a facção do governo de coligação. As conversações decorreram no Gabinete do Conselho de Ministros. As reuniões foram copresididas por Wałęsa e Kiszczak.
Os comunistas polacos, liderados pelo general Jaruzelski, esperavam cooptar líderes proeminentes da oposição para o grupo dominante sem fazer grandes mudanças na estrutura do poder político. Na realidade, as conversações alteraram radicalmente a forma do governo e da sociedade polacos. Os acontecimentos na Polónia precipitaram e deram impulso à queda de todo o bloco comunista europeu; o acordo de Yalta ruiu pouco depois dos acontecimentos na Polónia.

## Sessões
As sessões foram divididas em três grupos de trabalho principais:
- Grupo de trabalho de reforma política
- Grupo de trabalho sobre pluralismo sindical
- Grupo de trabalho de economia e política social

Questões específicas foram tratadas por estes grupos de trabalho, embora as reuniões muitas vezes fossem interrompidas. Isto foi causado por uma desconfiança mútua das facções e por uma óbvia relutância da facção governamental em renunciar ao poder. As questões mais polêmicas foram:
- Aumentos salariais e indexação
- Futuras eleições pluralistas
- O limite da competência do futuro presidente
- O limite de competência para o futuro Sejm e Senado
- O acesso aos meios de comunicação de massa pelas forças da oposição

Os principais negociadores da coligação governamental e do campo da oposição foram escolhidos pelos seus líderes; respectivamente Wojciech Jaruzelski (embora não tenha participado nas conversações), Mieczysław Rakowski, Józef Czyrek e Stanisław Ciosek, e depois Lech Wałęsa e Henryk Wujec. É importante notar que ambas as partes mantiveram um sentimento de elevada legitimidade durante as conversas; Solidarność com base na representação da sociedade e na informação transparente ao público em geral sobre o andamento das negociações, enquanto as autoridades com base na detenção do poder real e na crença de que ainda representam os interesses de uma parte vital da sociedade. Os temas mais importantes das negociações foram as futuras eleições, a posição do presidente, do Senado, as reformas práticas da estrutura do estado e o retorno das associações e sindicatos livres.
Várias organizações (radicais) da oposição opuseram-se bastante às conversações, pois não acreditavam nas boas intenções do governo em exercício. Apesar dos seus receios, vários documentos importantes foram assinados no dia 5 de abril, no final das sessões. Esses documentos ficaram conhecidos como Acordo da Mesa Redonda.

## Resultados
Um acordo ("Acordo de Mesa Redonda") foi assinado em 6 de abril de 1989. As demandas mais importantes, incluindo aquelas refletidas na Novelização de Abril, foram:
- Legalização de sindicatos independentes
- A introdução do cargo de Presidente (anulando assim o poder do secretário-geral do Partido Comunista), que seria eleito para um mandato de 6 anos
- A formação de um Senado

Como resultado, o verdadeiro poder político foi investido numa legislatura bicameral recentemente criada e num presidente que seria o chefe do executivo. O Solidarność tornou-se um partido político legítimo e legal. Foram garantidas eleições livres para 35% dos assentos no Sejm e uma eleição totalmente livre para o Senado.
O Acordo da Mesa Redonda também trouxe mais pluralidade nos meios de comunicação públicos. Permitiu a criação de uma primeira revista totalmente independente, 'Gazeta Wyborcza', cuja primeira edição foi publicada em 8 de maio de 1989. Os políticos da oposição foram convidados para os meios de comunicação públicos nacionais e os spots do Solidarność foram divulgados na televisão pública. Simultaneamente, o Solidarność começou a publicar o seu próprio jornal semanal 'Tygodnik Solidarności', cujo editor-chefe se tornou Tadeusz Mazowiecki.
A eleição de 4 de junho de 1989 trouxe uma vitória esmagadora ao Solidarność: 99% de todos os assentos no Senado e todos os 35% possíveis assentos no Sejm. Jaruzelski, cujo nome foi o único que o Partido Operário Unificado Polaco permitiu na votação para a presidência, venceu por apenas um voto na Assembleia Nacional. A divisão 65-35 também foi logo abolida, após as primeiras eleições verdadeiramente livres do Sejm.

## Crítica
Andrzej Gwiazda, que foi um dos líderes da chamada Primeira Solidariedade (agosto de 1980 - dezembro de 1981), afirma que o Acordo da Mesa Redonda e as negociações que ocorreram antes dele no Ministério do Interior e Administração de um governo comunista (Polônia) centro de conferências (final de 1988 e início de 1989) na aldeia de Magdalenka foi organizado por Moscou. Segundo Gwiazda, que não participou nas negociações, os soviéticos "seleccionaram cuidadosamente um grupo de activistas da oposição, que se passaram por representantes de toda a sociedade [polaca], e fizeram um acordo com eles". 
Esta noção foi apoiada por Anna Walentynowicz, que numa entrevista concedida em 2005 afirmou que o Acordo foi um “sucesso dos comunistas, não da nação”. Segundo Walentynowicz, Czesław Kiszczak e Wojciech Jaruzelski, que iniciaram as negociações, “salvaguardaram a sua própria segurança e (...) influência no governo”. Walentynowicz afirma que as conversações foram organizadas para que, no futuro, “nenhum criminoso, assassino ou ladrão comunista pagasse pelos seus crimes”. 
Antoni Macierewicz considera as negociações e o acordo como uma "clássica conspiração soviética dos serviços secretos". Na sua opinião, tanto Kiszczak como Jaruzelski eram "em todas as fases controlados pelos seus superintendentes soviéticos (...) e a sua autonomia era mínima". Como disse Macierewicz em fevereiro de 2009, a Mesa Redonda foi um "sucesso táctico por parte das elites, mas do ponto de vista dos interesses nacionais da Polónia, foi um fracasso". 
Piotr Bączek do semanário Gazeta Polska escreveu que em meados da década de 1980, a chamada Equipe Comunista de três ( Jerzy Urban, General Władysław Pożoga e Stanisław Ciosek), sugeriu que entre os ativistas da oposição, "buscassem pessoas que estivessem politicamente disponíveis" deve ser iniciado, pois "o adversário de ontem, atraído para o poder, torna-se um aliado zeloso". Em junho de 1987, Mieczysław Rakowski, num relatório entregue ao General Jaruzelski, escreveu que uma "mudança na atitude em relação à oposição deve ser iniciada (...) Talvez, entre numerosas frações de oposição, um movimento fosse selecionado e autorizado a participar no governo", escreveu Rakowski. A opinião de Bączek é apoiada por Filip Musiał, um historiador do escritório do Instituto de Memória Nacional de Cracóvia. Em junho de 2008, Musiał afirmou que a equipe de três recebeu a ordem de encontrar uma solução para um problema que preocupava o governo comunista da Polônia. A situação económica do país piorou no final da década de 1980 e a ameaça de agitação social era real. Ao mesmo tempo, os comunistas não queriam renunciar ao poder, por isso prepararam, nas palavras de Musiał, “uma operação de marketing político”.
Musiał diz que o próprio General Czesław Kiszczak decidiu quais activistas da oposição estavam "politicamente disponíveis" - a condição era que os candidatos apoiassem a "evolução" do sistema, e não a sua "rejeição radical". Portanto, a maioria dos activistas da oposição que participaram nas negociações eram aqueles que em diferentes momentos das suas vidas estiveram próximos da "doutrina marxista" ou pertenceram ao Partido Comunista. Além disso, todos os participantes foram cuidadosamente examinados pelos serviços secretos. Como resultado, a Polónia foi "o primeiro país da Europa de Leste, em que foram iniciadas conversações, mas o último, em que foram organizadas eleições completamente livres, no outono de 1991". Janusz Korwin-Mikke afirma que um dos resultados do acordo da Mesa Redonda foi que ambos os lados prometeram que "os partidos de direita nunca seriam autorizados a governar", e Jan Olszewski disse que "questões básicas foram resolvidas antes [as conversações], e as negociações na Mesa Redonda foram sobre assuntos secundários".